# Sebastian Thaler

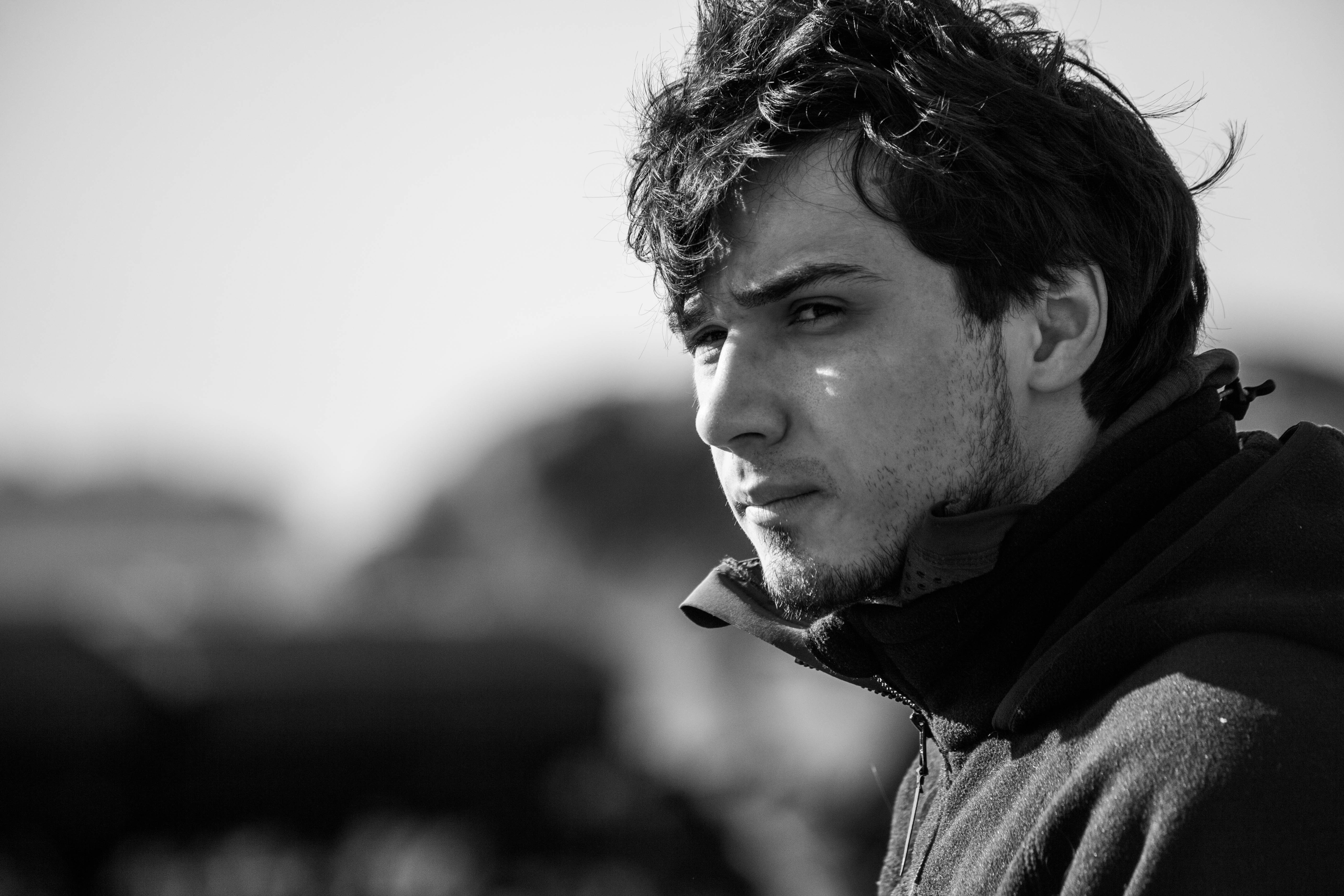
Sebastian Thaler

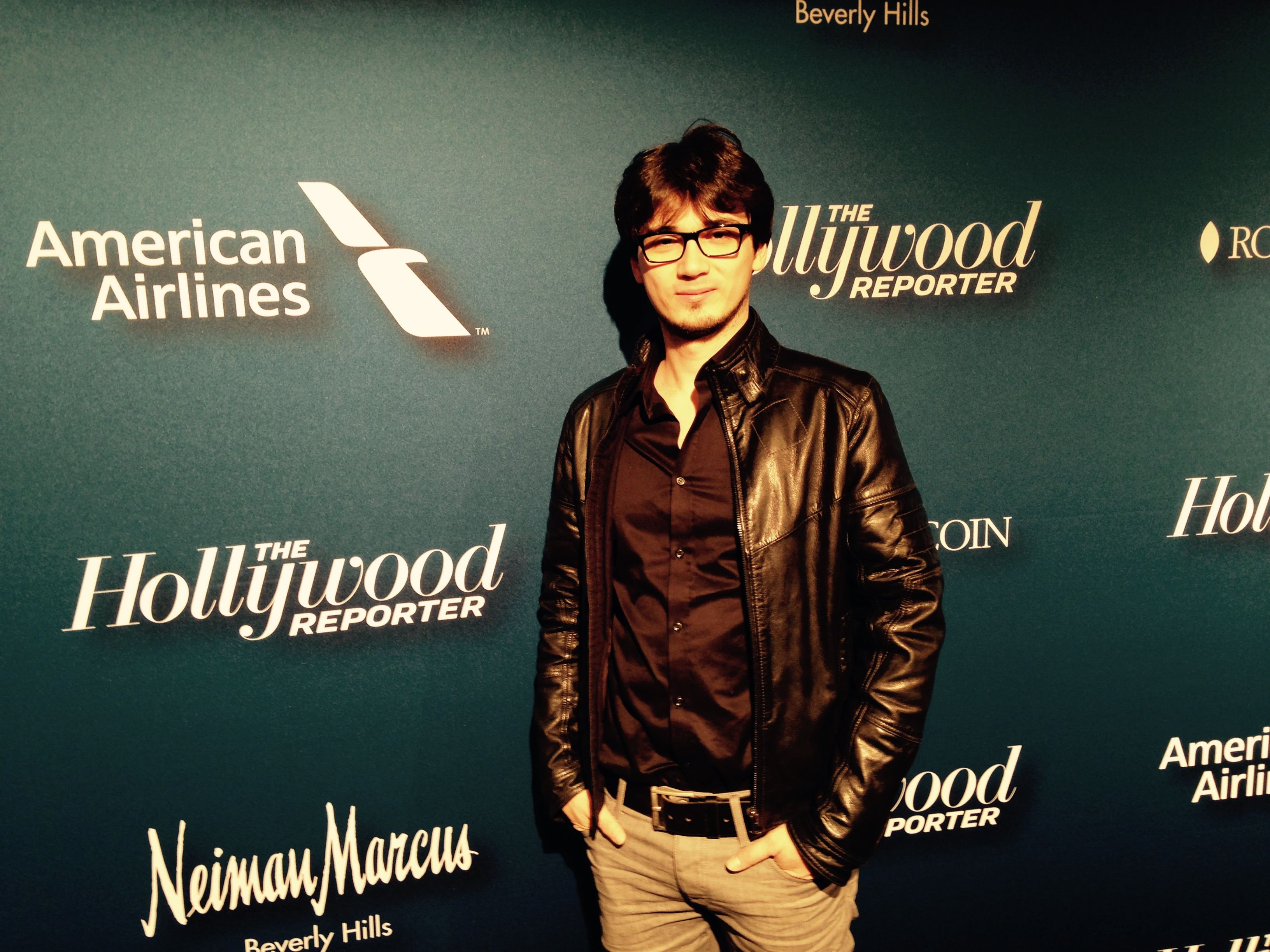
Sebastian Thaler

Sebastian Thaler (* 27. September 1986 in Wien) ist ein österreichischer Kameramann.

## Leben und Schaffen
Thaler beendete sein Masterstudium für Bildtechnik und Kamera an der Filmakademie Wien 2016. Seine Professoren waren Walter Kindler und Michael Haneke. Er arbeitete und lernte mit Kameramann Ed Lachman.
Bei vielen Projekten arbeitete er mit seinem Vater Wolfgang Thaler, als Schwenker und 1. AC, bei Filmen wie „Import/Export“ von Michael Glawogger oder die „Paradise Trilogy“ von Ulrich Seidl.
2018 drehte er den Kinofilm 7500 unter der Regie von Patrick Vollrath, der seine Weltpremiere 2019 auf dem Locarno Film Festival feierte.

## Auszeichnungen

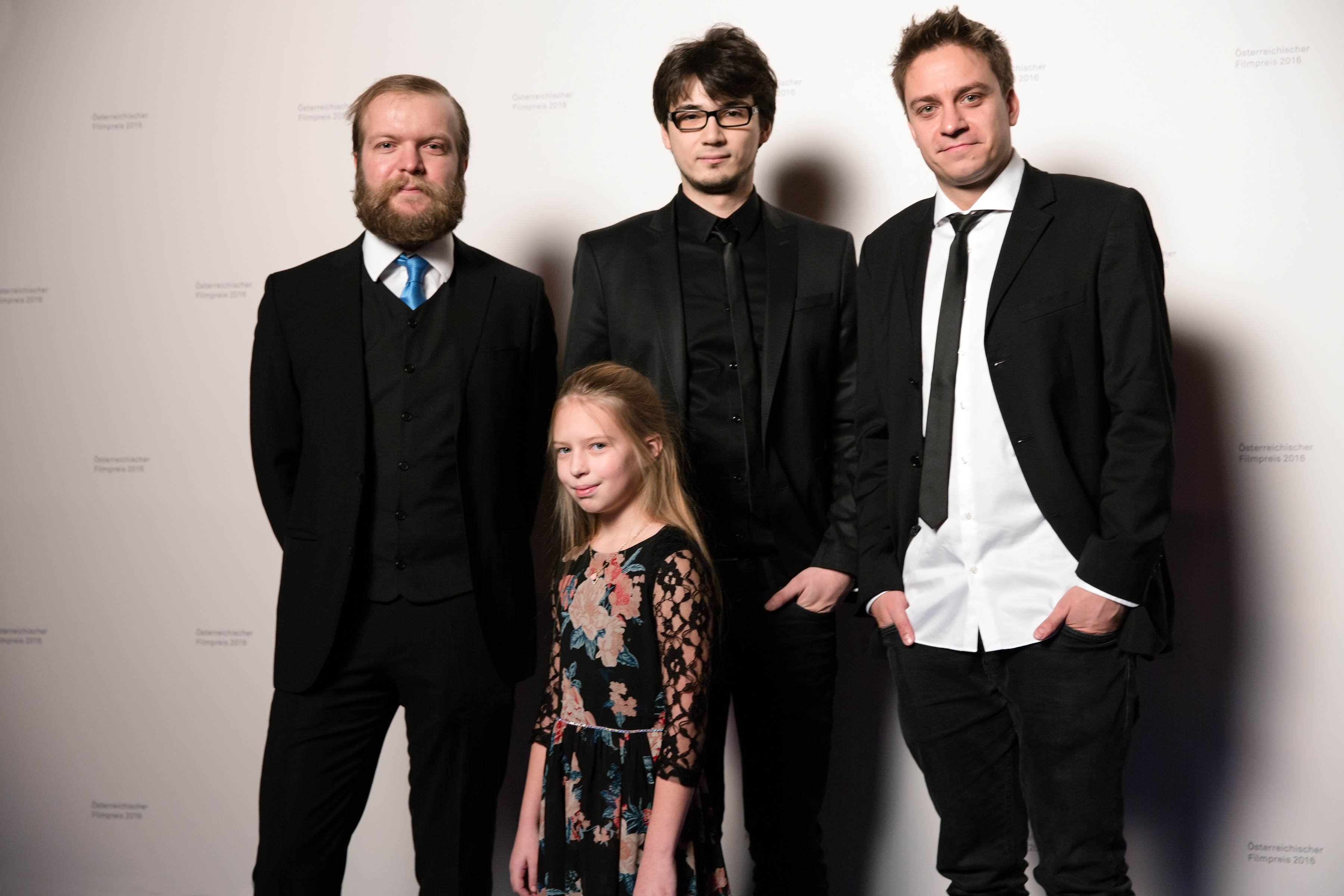
Sebastian Thaler (Mitte) beim Österreichischen Filmpreis 2016

- First Steps Award Germany 2015: Nominierung: Michael-Ballhaus-Preis für Kameraabsolventen[3]
- 2017: Diagonale-Preis Bildgestaltung (Beste Bildgestaltung Spielfilm) für Ugly

## Filmografie
- 2013: Ketchup Kid (Kurzfilm) – Regie: Patrick Vollrath
- 2014: Hinter der Tür (Kurzfilm) – Regie: Patrick Vollrath
- 2015: Alles wird gut (Kurzfilm) – Regie: Patrick Vollrath
- 2015: Wald der Echos (Kurzfilm) – Regie: Luz Olivares Capelle
- 2015: Man’s Work (Kurzfilm) – Regie: Marina Stepanska
- 2017: Ugly (Spielfilm) – Regie: Jury Rechinsky
- 2019: 7500 (Spielfilm) – Regie: Patrick Vollrath
- 2021: Meiberger – Mörderisches Klassentreffen (Fernsehfilm)
- 2022: Tage, die es nicht gab (Fernsehserie)
- 2022: Schrille Nacht (Fernsehfilm)
- 2023: Transatlantic (Fernsehserie)
- 2023: Abenteuer Weihnachten – Familie kann nie groß genug sein (Fernsehfilm)
- 2024: Tatort: Deine Mutter (Fernsehreihe)